# Kinloch Rannoch
Kinloch Rannoch (Ceann Loch Raineach in Schots-Gaelisch) in een dorp in het traditionele graafschap Perthshire, Schotland, gelegen aan het oostelijke uiteinde van Loch Rannoch.
Het plaatsje ligt 29 kilometer ten westen van Pitlochry en is ontstaan aan de oevers van de rivier de Tummel. Daar Kinloch Rannoch is gesitueerd in een onherbergzaam gedeelte van Schotland is het voornamelijk in trek bij wandelaars.

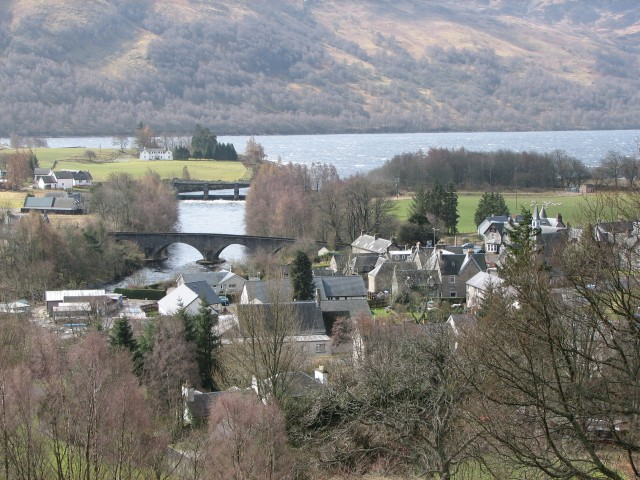
Kinloch Rannoch